# دانیل بالدوین

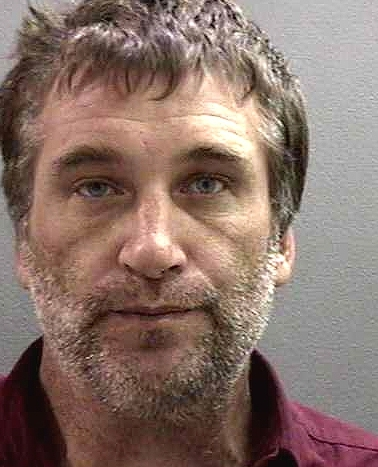

دنیل بالدوین (انگلیسی: Daniel Baldwin؛ زادهٔ ۵ اکتبر ۱۹۶۰) یک هنرپیشه، و کارگردان اهل ایالات متحده آمریکا است. وی از سال ۱۹۸۸ میلادی تاکنون مشغول فعالیت بوده‌است.
او برادر استیون بالدوین، الک بالدوین و ویلیام بالدوین است.

## گزیده فیلمشناسی
از فیلم‌ها یا برنامه‌های تلویزیونی که وی در آن نقش داشته‌است می‌توان به آثار زیر اشاره کرد.
- متولد چهارم جولای (۱۹۸۹)
- هیچ‌چیز به‌جز دردسر (فیلم ۱۹۹۱) (۱۹۹۱)
- هارلی دیویدسون و مرد مارلبرو (۱۹۹۱)
- حرکت اسب (فیلم) (۱۹۹۲)
- قهرمان (فیلم ۱۹۹۲) (۱۹۹۲)
- حمله زن ۵۰ فوتی (فیلم ۱۹۹۳) (۱۹۹۳)
- خانواده پلیس (فیلم ۱۹۹۵) (۱۹۹۵)
- آبشارهای مالهالند (۱۹۹۶)
- خون‌آشامان (فیلم ۱۹۹۸) (۱۹۹۸)
- ققنوس (فیلم ۱۹۹۸) (۱۹۹۸)
- ربودن کندی (۲۰۰۲)
- پادشاه مورچه‌ها (۲۰۰۳)
- پاپاراتزی (فیلم ۲۰۰۴) (۲۰۰۴)
- مهمانی ساحلی (۲۰۰۶)
- اوبا: آخرین سامورایی (۲۰۱۱)
- سوپرانوز (۲۰۰۷)
- پرونده سرد (۲۰۰۹–۲۰۱۰)
- گریم (مجموعه تلویزیونی) (۲۰۱۲)
- هاوایی فایو-زیرو (۲۰۱۳–۲۰۱۵)